# Karl Fiehler
Karl Fiehler, född 31 augusti 1895 i Braunschweig, död 8 december 1969 i Diessen am Ammersee, var en tysk SS-Obergruppenführer. Han var en av de tidigaste medlemmarna i Nationalsocialistiska tyska arbetarepartiet (NSDAP). Fiehler deltog, som medlem av Stoßtrupp Adolf Hitler, i Adolf Hitlers ölkällarkupp i München den 8–9 november 1923. Fiehler hade partibok 37. Han var Oberbürgermeister i München 1933–1945 och Reichsleiter 1935–1945.